# William Donald Schaefer
William Donald Schaefer (2 de novembro de 1921 - 18 de abril de 2011) foi um político norte-americano do partido Democrata. Ele foi o 58º governador de Maryland, no período de 1987 a 1995.